# 218 Bianca
A 218 Bianca a Naprendszer kisbolygóövében található aszteroida. Johann Palisa fedezte fel 1880. szeptember 4-én.